# Sebastian Diakiti
Sebastian Diakiti (...) è un giocatore di football americano svedese, che gioca come defensive end per gli Stockholm Mean Machines.
Ha iniziato la carriera nei Norrköping Panthers, per poi passare agli Stockholm Mean Machines nel 2022.

## Palmarès
- 2 SM-Final (Stockholm Mean Machines: 2022-2023)